# Susqueda
Susqueda est une commune espagnole de la comarque de la Selva dans la province de Gérone en Catalogne.

## Histoire
Le village a été créé à la suite de la construction d'un barrage entre 1963 et 1968.

## Économie
Production d'électricité.

## Lieux et monuments
Barrage hydroélectrique.